# Salar Mar Muerto
El salar Mar Muerto es un salar ubicado al este del puerto de Antofagasta.

## Historia
Luis Risopatrón lo describe en su Diccionario jeográfico de Chile (1924):: 532 
Mar Muerto (Salar). Se encuentra hácia el E del de Navidad i hacia el W de la región del Boquete.